# Kwon Na-ra
Kwon Na-ra (권나라?, Kwon Na-RaLR, Kwŏn NaraMR; Incheon, 13 marzo 1991) è una cantante e attrice sudcoreana, membro del girl group Hello Venus.

## Filmografia
- Butakhae-yo captain (부탁해요 캡틴?, Butakhae-yo kaeptinLR) – serie TV (2011)
- Romaenseuga pir-yohae 3 (로맨스가 필요해 3?) – serie TV (2014)
- Angkeumhan dolsingnyeo (앙큼한 돌싱녀?) – serie TV (2014)
- Ttanttara (딴따라?) – serie TV (2016)
- Susanghan partner (수상한 파트너?, Susanghan pateuneoLR) – serie TV (2017)
- Na-ui ajeossi (나의 아저씨? – serie TV (2018)
- Chin-aehaneun pansanimkke 친애하는 판사님께?) – serie TV (2018)
- Doctor Prisoner (닥터 프리즈너?) – serie TV (2019)
- Itaewon Class (이태원 클라쓰?) – serie TV (2020)
- Amhaeng-eosa (암행어사?) – serie TV (2021)
- Bulgasal (불가살?) – serie TV (2021)
- Yahan sajin-gwan (야한 사진관?) – serie TV (2024)